# Eureka (Texas)
Eureka es una ciudad ubicada en el condado de Navarro en el estado estadounidense de Texas. En el Censo de 2010 tenía una población de 307 habitantes y una densidad poblacional de 49,18 personas por km².

## Geografía
Eureka se encuentra ubicada en las coordenadas 32°0′24″N 96°16′14″O / 32.00667, -96.27056. Según la Oficina del Censo de los Estados Unidos, Eureka tiene una superficie total de 6.24 km², de la cual 6.07 km² corresponden a tierra firme y (2.78%) 0.17 km² es agua.

## Demografía
Según el censo de 2010, había 307 personas residiendo en Eureka. La densidad de población era de 49,18 hab./km². De los 307 habitantes, Eureka estaba compuesto por el 91.86% blancos, el 4.56% eran afroamericanos, el 0% eran amerindios, el 0% eran asiáticos, el 0% eran isleños del Pacífico, el 0.98% eran de otras razas y el 2.61% pertenecían a dos o más razas. Del total de la población el 3.26% eran hispanos o latinos de cualquier raza.